# Pseudophoenix ekmanii
Pseudophoenix ekmanii là loài thực vật có hoa thuộc họ Arecaceae. Loài này được Burret miêu tả khoa học đầu tiên năm 1929.